# Agenor Muñiz
Agenor Muñiz (* 2. Februar 1910 in Montevideo; † nach 1960) war ein uruguayischer Fußballnationalspieler. Der Verteidiger spielte auf Vereinsebene in der Hauptsache für den Montevideo Wanderers, aber auch für Peñarol Montevideo und am Karriereende für CS Miramar. Mit der Nationalmannschaft gewann er die Südamerikameisterschaften 1935 und 1942.
Agenor Muñiz kam ursprünglich aus den Reihen des Centro Atlético Fénix und schloss sich Ende der 1920er Jahre den Montevideo Wanderers an. 1931 bestritt er seine ersten Spiele in der Kampfmannschaft, die in jenem Jahr die letzte Meisterschaft Uruguays vor der Einführung des Professionalismus gewann. Ab 1932 ersetzte er dort Domingo Tejera als linken Verteidiger und verblieb für die nächsten neun Jahre Stammspieler auf dieser Position.
Am 14. Dezember 1933 debütierte er im Estadio Centenario in einem Länderspiel gegen Argentinien für die Nationalmannschaft. Bei der Südamerikameisterschaft 1935 in Peru, dem ersten Turnier für Uruguay seit dem Gewinn des Weltmeistertitels 1930, formte er zusammen mit dem legendären „Marschall“ José Nasazzi die Verteidigung. Uruguay gewann alle drei Spiele des Turniers – insbesondere der 3:0-Sieg im entscheidenden Spiel gegen Argentinien blieb in Erinnerung.
Beim Turnier von 1937 in Buenos Aires verteidigte er die Farben Uruguays an der Seite von Avelino Cadilla vom Montevideaner River Plate Montevideo. Der Albiceleste waren neben drei Niederlagen aber nur zwei Siege beschieden, was nur zum dritten Platz bei einem Teilnehmerfeld von sechs Nationen reichte. Einer der Siege war allerdings gegen Argentinien, das damit in der Endabrechnung nur Zweiter hinter Brasilien wurde; historisch war das der erste Sieg Uruguays in Argentinien gegen Argentinien bei einer Südamerikameisterschaft. Bei den Turnieren 1939 und 1941, bei denen Uruguay jeweils Zweiter wurde, war Muñiz nicht im Aufgebot.
Zum Jahr 1941 wechselte er nach insgesamt 233 Partien für die Wanderers, in denen er drei Tore erzielte, zusammen mit Juan Peláez zu Peñarol Montevideo. Bei der Südamerikameisterschaft Anfang 1942 in Montevideo verteidigte er meist an der Seite des Peñarol-Mannschaftskollegen Joaquín Bermúdez und zwei Mal mit Héctor Romero von Nacional. Zu den Stars der von José Pedro Cea trainierten Uruguayer gehörten neben Muñiz Obdulio Varela von den Wanderers sowie Roberto Porta, der fünf Treffer erzielte, und Schubert Gambetta von Nacional. Im letzten und entscheidenden Spiel des Turniers feierte Uruguay mit einem 1:0 gegen die von Guillermo Stábile trainierten punktgleichen Argentinier, die mit "Charro" Moreno und Herminio Masantonio die beiden Torschützenkönige des Turnieres stellten und mit Adolfo Pedernera einen weiteren großen Star in der Mannschaft hatten, den sechsten Sieg im sechsten Spiel und gewannen somit den Titel.
Am 4. April 1943 bestritt er in Montevideo bei einer 0:1-Niederlage gegen Argentinien um den Héctor R. Gómez Pokal sein 31. und letztes Spiel für Uruguay. Er erzielte einen Treffer für die Nationalmannschaft.
1946 beendete er, nunmehr in den Reihen von Club Sportivo Miramar, seine Spielerlaufbahn. In den 1960er Jahren war er Beamter beim nationalen Rechnungshof Contaduría General de la Nación. In Montevideo wurde eine Straße zu Ehren von Agenor Muñiz benannt.